# Maccabi World Union
La Maccabi World Union (in acronimo: MWU), sinteticamente Maccabi, è una associazione internazionale, membro di SportAccord, che organizza, ogni quattro anni, le Maccabiadi.
Maccabi è un'organizzazione globale ebraica diffusa sui cinque continenti, in oltre 50 paesi e vanta circa 400.000 iscritti. Molti club Maccabi sono attivi come centri di comunità, fornendo varie attività educative, culturali, sociali e sportive insieme. La Maccabi World Union comprende sei confederazioni:
- Maccabi Israel
- European Maccabi confederation
- Confederation Maccabi North America
- Confederation Maccabi Latin America (CLAM)
- Maccabi South Africa
- Maccabi Australia (APA)

## Storia
Al primo congresso dell'Organizzazione sionista mondiale organizzato da Theodor Herzl e David Farbstein, tenutosi nell'agosto 1897 a Basilea (Svizzera) il sociologo Max Nordau introdusse alla platea il concetto da lui elaborato di Muskeljudentum, traducibile in italiano con giudaismo muscolare. Facendo riferimento a figure storiche come Simon Bar Kokheba, gli Asmonei ed i Maccabei, Nordau evidenziava l'esigenza di ribaltare questo pregiudizio spingendo le genti ebraiche a dedicarsi attivamente all'attività sportiva, rifacendosi in qualche modo alla locuzione latina Mens sana in corpore sano di Giovenale. L'ideale di Nordau era quello di dare origine ad atleti ebrei che, sul piano della potenza fisica e della resistenza alla fatica, nulla avessero da invidiare agli altri popoli.
All'inizio del XX secolo sorsero i primi club sportivi che esprimevano gli ideali del nazionalismo ebraico. Molti si diedero il nome Hakoah o Hagibor, che simboleggiano forza ed eroismo. Nel 1909 fu fondato a Vienna lo Sport Club Hakoah Wien. Scelse come colori sociali i colori sionisti bianco e azzurro ed adottò come stemma la stella di David. Una delle prime società nonché una delle società di maggiore successo, l'Hakoah Wien si aggiudicò nella stagione 1924-1925 il titolo austriaco di calcio. Degli anni immediatamente precedenti alla Grande Guerra si possono ricordare anche il Makkabi Helsinki, fondato nel 1906, oggi l'unica società ebraica esistente ad aver operato continuamente dalla fondazione.
Nel secondo dopoguerra i pochi sopravvissuti alla Shoah decisero con grande determinazione di ricostruire quella rete di rapporti che collegava tutte le associazioni sportive ebraiche del mondo.